# كيكو كوغيما
كيكو كوغيما (باليابانية: 小島慶子؛ بالكانا: こじま けいこ) هي مقدمة برامج إذاعية يابانية، ولدت في 27 يوليو 1972 في برث في أستراليا.

## وصلات خارجية
- الموقع الرسمي